# Money for Nothing (musikalbum)
Money for Nothing är ett samlingsalbum av det brittiska rockbandet Dire Straits, släppt i oktober 1988. Det innehåller höjdpunkter från gruppens första fem album.
Albumet blev listetta på UK Albums Chart, och sålde 6,6 miljoner exemplar i Europa samt 1 miljon i USA.

## Låtlista
Alla låtar skrivna av Mark Knopfler om inte annat anges.
1. "Sultans of Swing" – 5:46
2. "Down to the Waterline" – 4:01
  - Spår 1-2 ursprungligen från albumet Dire Straits.
3. "Portobello Belle--Live" – 4:33
  - Ej tidigare släppt. Outtake från albumet Alchemy.
4. "Twisting by the Pool (Remix)" – 3:30
  - Tidigare släppt som singel och på EP.
5. "Tunnel of Love" (Intro av Rodgers/Hammerstein) – 8:10
6. "Romeo and Juliet" – 5:56
  - Spår 5-6 ursprungligen från Making Movies.
7. "Where Do You Think You're Going?" – 3:30
  - Version ej tidigare släppt. Originalmix finns på albumet Communiqué.
8. "Walk of Life" – 4:08
  - Ursprungligen på Brothers in Arms.
9. "Private Investigations" – 5:50
  - Fullängdsversion ursprungligen från albumet Love Over Gold.
10. "Telegraph Road--Live (Remix)" – 11:59
  - Tidigare ej släppt. Originalmix finns på albumet Alchemy.
11. "Money for Nothing" (Knopfler, Sting) – 4:06
12. "Brothers in Arms" – 4:49
  - Ej fullängdsversioner av spår 11-12. Ursprungligen på albumet Brothers in Arms.